# ОШ „Свети Сава” Модрича
ОШ „Свети Сава” једна је од основних школа у Модричи. Налази се у улици Цара Лазара 29. Име је добила по Светом Сави, српском принцу, монаху, игуману манастира Студенице, књижевнику, дипломати и првом архиепископу аутокефалне Српске православне цркве.

## Историјат
Према предању које је записао Миленко Филиповић Српска основна школа у Модричи је постојала 1795. године, а први до сада откривени документ о њој и првом учитељу Христу Марковићу Самоковлији потиче из 1841. године. Државна основна школа је почела радити 1886. године у приватној кући Илије Кољића, а од 1890. у посебно изграђеној згради. Њен рад траје у континуитету до данас, функционише са краћим прекидима у време оба светска рата.
После завршетка Другог светског рата наставља рад као Народна основна школа посвећујући посебну пажњу повећању обухвата деце обавезним школовањем и описмењавању становништва. Државна нижа реална гимназија у Модричи почиње са радом 13. септембра 1948. године, да би се заједно са основном школом преселила 8. фебруара 1951. године у новоизграђене просторије данашње основне школе „Свети Сава”.
Интеграцијом Народне основне школе и Државне реалне гимназије 11. октобра 1955. почиње са радом Основна школа Модрича у осмогодишњем трајању. Школа је мењала програме и назив, „Ристо Микичић” и „25. мај”, али је остајао исти задатак обавезно основно образовање и јединствено школско подручје целог града и приградских насеља све до 1976. године када се из ње издваја Основна школа „Сутјеска” као друга градска школа.
Почетком грађанског рата 1992. године све основне школе на подручју општине се интегришу у јединствену школу која 10. маја 1993. године добија име Основна школа „Свети Сава”. Изградњом нове школске зграде 2002. године из ње се поново издваја Основна школа „Сутјеска” и цело подручје општине се дели на две школе. Основној школи „Свети Сава” су припале деветоразредне школе у Врањаку, Копривни и Дугом Пољу и петоразредне у Таревцима, Горњим Ријечанима, Бријестову, Врањачкој Требави, Копривској Требави и Ботајици.
Школска зграда је често дограђивана и реновирана, а најзначајније реконструкције су извршили избеглице Норвешке 1997. и Влада Републике Српске 2008. године. Данас школа располаже са 22 опремљене специјализоване учионице, библиотеком, два вишенаменска простора, фискултурном салом, игралиштем, школским парком.

## Подручна одељења

### Копривна
Прва школа у Копривни је изграђена 1850, а друга школска зграда 1927. године. Трећа и четврта школска зграда у Копривској Требави су изграђене 1958, а садашња зграда на Селиштини је подигнута 1982. Школа као осморазредна функционише од 1958, а као самостална Основна школа „Вук Караџић” од 1965—1993. године када је припојена Основној школи „Свети Сава” Модрича.

### Врањак
Прва школа у Врањаку се спомиње 1847. године. Садашња школа је изграђена 1948, а функционише као осморазредна 1958—59, а као самостална Основна школа „Никола Тесла” 1962—1974. када се припаја као подручно одељење Основној школи „Вук Караџић” Копривна, а од 1993. Основној школи „Свети Сава” Модрича.

### Дуго Поље
Школа у Дугом Пољу је почела са радом у саставу цркве када је завршена њена градња 1854. године, а прва школска зграда у близини цркве је завршена 1894. Њен рад је био прекинут због Првог светског рата 1914—1922. године. Нова школска зграда је отворена у Дугом Пољу – Варош 1932, а друга школа почиње радити 1952. у Задружном дому. Од 1958. школа ради под именом Основна школа „Петар Кочић”. Нова, данашња, зграда је изграђена 1974. и школа је у њој почела да ради као осморазредна Основна школа „Војвођанске бригаде” до 1986. године када се као подручно одељење прикључује Основној школи „Братство и јединство” Јакеш, а од 1993. као подручно одељење Основне школе „Свети Сава” Модрича.

### Бријестово
Четвороразредна школа је изграђена 1970. године, а санирана је након поплава 2014. године.

### Ботајица
Прва школа у селу је изграђена 1932. године. Грађена је упоредо са школом у Дугом Пољу, исте величине и по истом нацрту.

### Бабешница
Прва четвороразредна основна школа је изграђена и почела са радом у Врањачкој Требави 1948. године. Најпознатији ученик је Милан Јелић. Школа је због недостатка ученика престала да ради 1992, а у музеј је претворена 2010. године. Нова школа са две учионице је изграђена у Бабешници и почела са радом 2005. године.

### Таревци
Градња прве школе у Таревцима је почела 1921, а почела је са радом 1931. године. Због недовољно простора поједина одељења су наставу похађала у Задружном дому и Дому културе па је нова школска зграда изграђена 1972. године.

### Копривска Требава
Прва школа у селу је подигнута 1958. године. Од 1965. функционише као подручно одељење Осмогодишње школе „Вук Караџић” Коприва, а од 1993. као подручно одељење Основне школе „Свети Сава” Модрича.

## Догађаји
Догађаји основне школе „Свети Сава”:
- Светосавска академија
- Дечија недеља
- Недеља целоживотног учења
- Дани отворених врата
- Дан српског јединства, слободе и националне заставе[12]
- Дан планете Земље[13]
- Дан борбе против мина[14]
- Европски дан језика
- Међународни дан жена
- Међународни дан мира[15]
- Међународни дан ненасиља[15]
- Међународни дан сигурног интернета[16]
- Међународни фестивал хумора и дечијег стваралаштва[17]
- Светски дан хране[18]
- Светски дан здраве хране
- Светски дан туризма[19]
- Светски дан вода
- Светски дан шума
- Светски дан борбе против сиде
- Дечија Нова година
- Сајам занимања
- Пројекат Доситеј 2018. године[20]